# Kalojan Waschkow
Kalojan Waschkow (bulgarisch Калоян Въжков; * 6. September 2001 in Sofia) ist ein  bulgarischer Eishockeyspieler, der seit 2020 beim HK ZSKA Sofia in der bulgarischen Eishockeyliga spielt.

## Karriere
Kalojan Waschkow begann seine Karriere als Eishockeyspieler in der Nachwuchsabteilung des HK ZSKA Sofia. 2015 wechselte er nach Schweden und spielte dort in den folgenden fünf Jahren für den Karlskrona HK und den Nässjö HC in verschiedenen Nachwuchsligen. Anschließend kehrte er nach Sofia zu seinem Stammverein ZSKA zurück, für den er nunmehr in der bulgarischen Eishockeyliga spielt.

### International
Im Nachwuchsbereich nahm Waschkow an den U18-Weltmeisterschaften der Division III 2016, 2017 und 2019  sowie den U20-Weltmeisterschaften 2017, 2019 und 2020 ebenfalls in der Division III teil.
In der Herren-Auswahl seines Landes spielte Waschkow bei der Weltmeisterschaft der Division III 2019, als der Aufstieg in die Division II geschafft wurde.

## Erfolge und Auszeichnungen
- 2019 Aufstieg in die Division II, Gruppe B, bei der U18-Weltmeisterschaft der Division III, Gruppe A
- 2019 Aufstieg in die Division II, Gruppe B, bei der Weltmeisterschaft der Division III